# 血液
血液（英語：blood）是在動物的循環系統、心脏和血管腔内循环流动的一种组织，可以將氧氣送到各器官，並將細胞的代謝廢棄物帶離細胞。血液組織是結締組織的一種，由血浆和血球组成。血浆内含血浆蛋白（白蛋白、球蛋白、纤维蛋白原）、脂蛋白等各种营养成分以及无机盐、氧、激素、酶、抗體和细胞代謝產物等。血细胞有红血球、白血球和血小板。哺乳類的血液具有凝血機制，血管破裂時，血小板會結集，堵塞血管破口，此時血漿中原本可水溶的血纖維蛋白等凝固成為血塊，剩餘的透明液體就叫做血清。
生物體的生理变化和病理变化往往引起血液成分的改变，所以血液成分的检测有重要的临床意义。
以人類的血液為例，成人的血液约占体重的十三分之一，比重为1.050～1.060，pH值为7.35～7.45，渗透压为313毫摩每升。ABO血型是人类的主要血型之分類，可分為A型、B型、AB型及O型，另外還有Rh血型系统，MNS血型系统，P血型系统等血型系统。
另外，人類等哺乳类动物還有淋巴循環系統，跟血液和組織液有關係。昆虫等的循環系統液體稱為血淋巴，作用不是免疫而是类似血液运输营养和废物。

## 功能

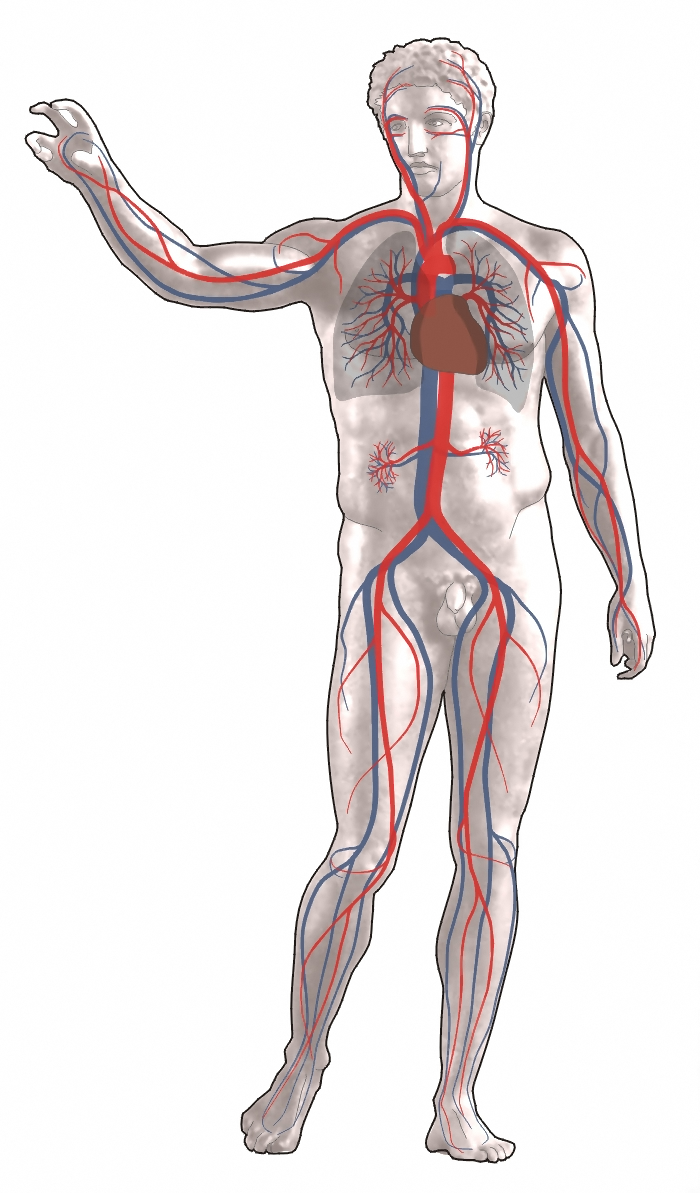
血液循环：
红色代表动脉
蓝色代表静脉

- 運輸：血液通过毛细血管壁与组织间液进行物换，又与外环境进行物质交换。例如，通过肺的毛细血管与大气交换气体，通过肠道吸收各种营养物质，通过肾脏、汗腺排出各种代谢物。物质溶解于水中，在血液中运输。但不少脂溶性物质，运输通过：氧与血红蛋白结合在红细胞内运输，更多脂溶性物质成为水溶性化合物进行运输；二氧化碳在血浆中溶解度不大，但大量进入红细胞，经碳酸酐酶催化形成水溶性的碳酸根离子后，透出在血浆中运输。胆固醇、甘油三酯等，与某些血浆蛋白质结合，形成脂蛋白运输。非水溶性的类固醇激素、甲状腺素等，与某些血浆蛋白质结合成水溶性物质在血浆中运输。血液流经肾脏，分子量小的物质从肾小球滤出。血液运输小分子物质，防止从尿中流失：金属离子中的等和小分子激素与大分子血浆蛋白质结合，形成不能通过肾小球的复合物；葡萄糖与一般无机离子从肾小球滤出后，经肾小管重吸收。

- 维持内环境：在保持内环境理化性质相对恒定中，血液起重要作用：各种干扰内环境的代谢物等，依靠肺、肾处理，代谢产生大量热，通过皮肤散发，但在全身组织细胞与肺、肾、皮肤之间各种物质与热量的运输必须依靠血液。血液缓冲一些酸性代谢产物引起的变化。血浆中的水比热较大，可吸收大量热而温度升高不多，可防止运输过程中内环境发生较大波动。组织间液微小的变化，可刺激血管壁上的化学感受器（如颈动脉体）和中枢神经系统的感受细胞，为维持内环境稳定提供必要的反馈信息。

- 免疫：白细胞、补体、免疫球蛋白参与免疫。此外，激肽释放酶―激肽系统与补体同时激活，促进吞噬。补体是血浆中广泛参与免疫的一组蛋白质因子，大都是蛋白水解酶的酶原，通过一系列水解逐步激活。在白细胞中，吞噬细胞吞噬异物，参与炎症反应，在异物入侵的组织，出现一些特殊化学物质，向四周扩散，浓度逐渐降低，吞噬细胞渗出血管，朝向这些物质，游走到入侵异物的周围，“识别”和吞噬异物，特异性免疫球蛋白IgG等包裹入侵异物，显著增强识别、吞噬。在吞噬细胞中，中性粒细胞抵御急性化脓性细菌入侵，将入侵细胞局限，消灭，参与清除免疫复合物、坏死组织，单核―巨噬细胞对付细胞内致病物，如病毒、疟原虫、真菌、结核分支杆菌等。巨噬、淋巴细胞的相互激活后，吞噬致病微生物，也能识别、杀伤肿瘤细胞，吞噬衰老、损伤细胞、细胞碎片。免疫细胞为特异性免疫。淋巴细胞包括T细胞、B细胞两大免疫细胞。

- 止血：小血管损伤后血液流出，数分钟后出血将自行停止。血小板减少导致出血不止。血浆中一些蛋白质因子完成的血液凝固过程，也十分重要，凝血功能有缺陷时常会出血不止。小血管受伤后立即收缩，若破损不大即可封闭；血管内膜损伤暴露出来的内膜下组织，可同时激活血小板、血浆中的凝血因子，激活的血小板粘附于破损处血管内膜下组织聚集成团，成为一个松软的血栓，堵塞伤口。同时此局部血浆中的纤维蛋白原转变成不溶性的纤维蛋白分子多聚体，血栓被纤维蛋白丝网罗在内，逐步形成强韧的止血栓，制止出血。此外，在止血栓子上还会出现纤维蛋白溶解活性，使构成血栓的纤维蛋白又逐渐溶解，可使被破损修复后的局部血管再行畅通。

## 人的血液

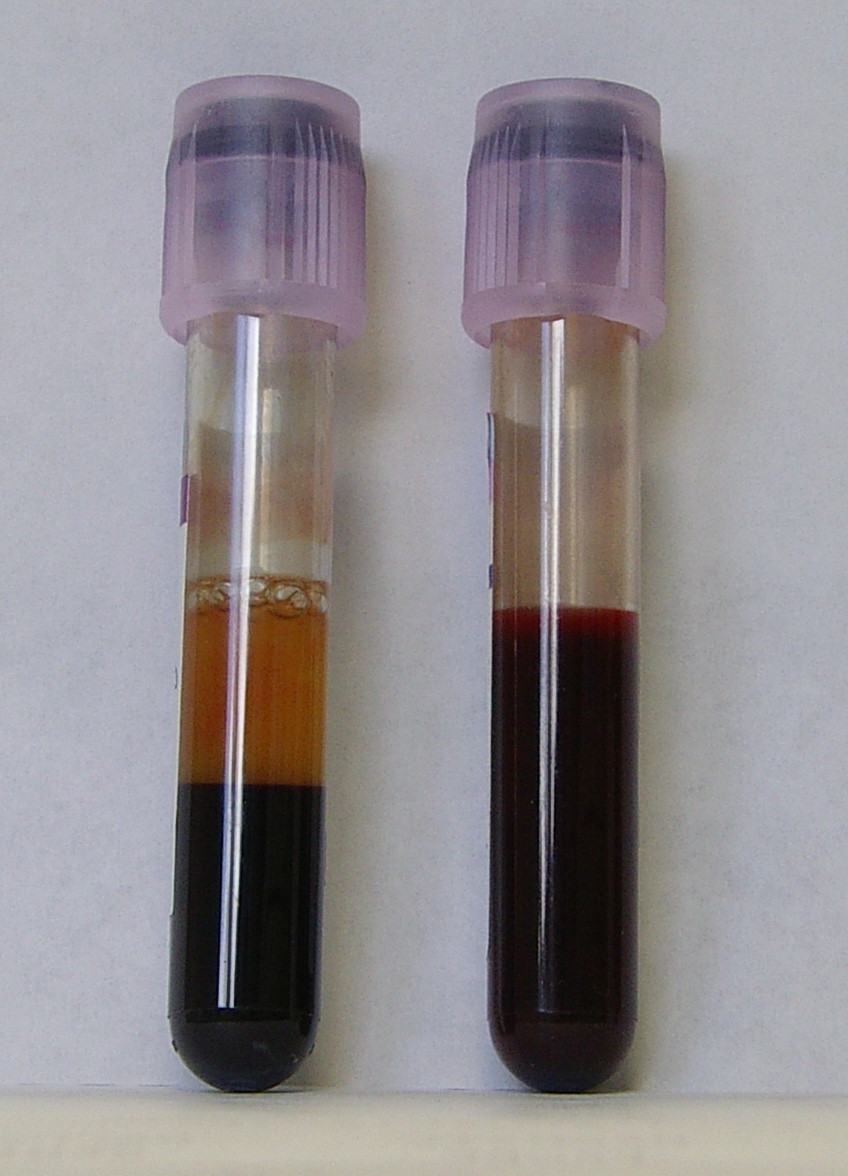
兩管以EDTA抗凝血處理後的血液，左管是紅血球沉降在底部後的血；右管是新取出的血。

以人為例，成人大約有5公升血液。以體積計，血細胞約佔血液的45%。每公升血液有：
- 5 × 1012个紅血球（約佔血液體積的45%）：在哺乳類，成熟的紅血球沒有細胞核及細胞器。在紅血球上的糖蛋白決定了血型是哪一類。人體所有紅血球的表面積總和大約是人體外皮膚面積的2000倍。[1]
- 3 × 1011个血小板（約佔血液體積少於1%）：凝血。纖維蛋白結成網狀聚集紅血球形成血栓，血栓阻止更多血液流失，並幫助阻止細菌進入體內。
- 9 × 109个白血球（約佔血液體積的1.0%）：它們是免疫系統的一部份，負責破壞及移除年老或異常的細胞及細胞殘骸，及攻擊病原體及外來物體。

## 生理學

### 製造及降解
人类胚胎早期卵黄囊、 肝、 脾、 胸腺和骨髓均有造血功能。从胚胎第4个月开始至终身，红骨髓成为红细胞生成的主要部位。粒细胞、单核细胞与巨核细胞、血小板和淋巴系细胞也主要在红骨髓生成（见造血循环图），在应激状态下，脾脏可适量造血。蛋白質構成部份，包括凝血因子，主要由肝臟產生，而激素由內分泌腺產生，至於水狀成份則由丘腦下部調節腎臟去維持，腸道也有份間接參與。
血細胞在脾臟及肝的庫佛氏細胞降解，肝也有移除一些蛋白質、脂肪及氨基酸。腎臟把身體的廢物帶進尿液。正常的紅血球在血漿中約有120天壽命。

### 輸送氧氣
一個在正常氣壓環境中呼吸的健康人類，他的動脈血液中的氧約有98.5%與血紅素結合，只有1.5%是溶於其它血液成份中。血紅素也是哺乳類及許多其它物種的主要氧輸送者。
除了肺動脈、臍動脈及兩者的對應靜脈外，帶氧血液從心臟經過動脈、小動脈及毛細血管到達身體各處，然後脫氧血液經小靜脈及靜脈流回心臟。
在正常情形下，人在休息時，離開肺部的血液中的血紅素約有98—99%被氧飽和。一個健康成人在休息時，回到肺部的「脫氧」血液仍然約有75%氧飽和。持續運動增加氧的消耗，減少靜脈血液的氧飽和，在一個受過訓練的運動員身上可降至少於15%，即使呼吸率及血流增加，動脈血液的氧飽和在這些情形下可降至95%或更低。
由於母體供應胎盤的血液的氧分壓只有成人肺部的20%，胎兒製造了一種具有更強氧親和力的血紅素（血紅素F），確保可以從血液中盡可能地取得足夠的氧。
除了氧外，一些物質也可與血紅素結合，有時可造成身體的永久性損害。如一氧化碳與血紅素結合成不可還原的碳氧血紅素，降低血液的載氧量，嚴重時可引致身體缺氧，造成器官的永久性損害甚至死亡。

#### 昆虫
除双翅目（只有一对翅膀的昆虫，如苍蝇、蚊子）、摇蚊幼虫等少数昆虫因含有血红素而血液呈红色外，大多数昆虫的血液为无色、黄色、绿色、蓝色或淡琥珀色，是因为它们血液中所含的色素物质使得其血液呈现出特定的颜色。昆虫的血液其实只是一个运送营养物质和代谢废物的内部介质，所以又称血淋巴。由血浆和血细胞组成。因呼吸作用在气管中进行。故昆虫的血液无呼吸色素。

## 顏色
血液的顏色（血色素）主要是因為血液中負責輸送氧氣的蛋白質所造成，不同種類的動物，其血液中的蛋白質也有所不同。

### 血紅蛋白

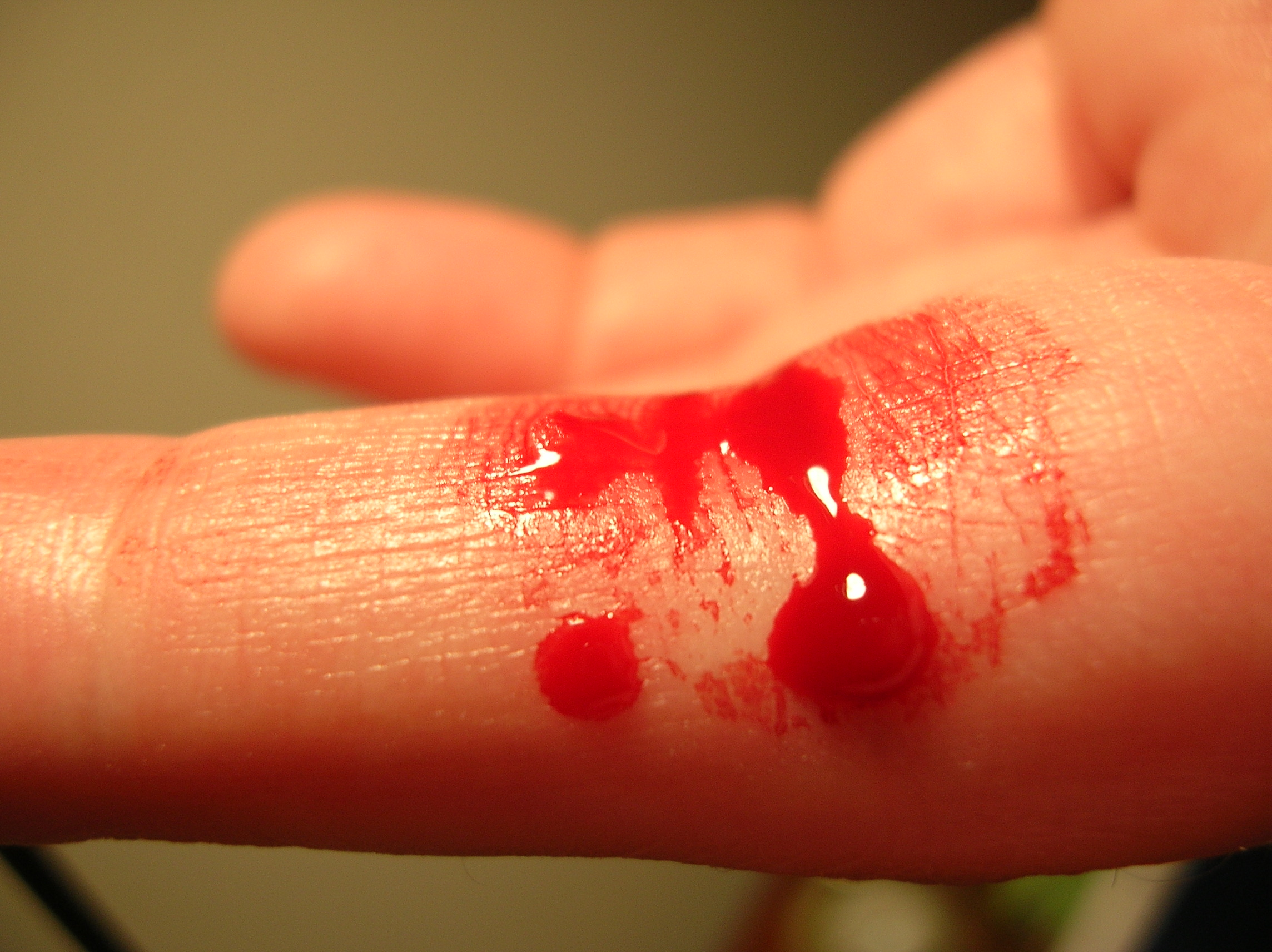
流血的手指

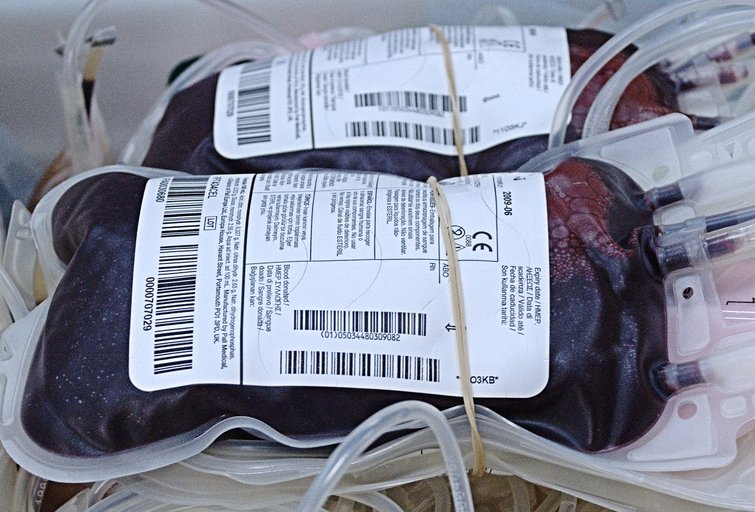
捐血收集的血液

血紅蛋白是脊椎動物血液為紅色的主要原因。每一個血紅蛋白中有四個血紅素，他們和不同分子的作用會影響其顏色。在脊椎動物及其他有血紅蛋白的生物中，動脈和微血管中血紅蛋白和氧結合，呈現鮮紅色。靜脈中的血氧氣含量較少，呈暗紅色，一般捐血或是血液様本的顏色也呈暗紅色，這是因為含氧的血紅蛋白和脫氧的血紅蛋白其吸收光譜不同所造成。
一氧化碳中毒的血液因形成碳氧血红蛋白而呈鮮紅色。氰中毒時人體無法吸收氧氣，因此靜脈的血液仍為和氧結合的狀態，顏色也比較紅。有些情形會影響血红蛋白中的血紅素，使血红蛋白脫氧，皮膚呈現藍色，此時稱為發紺。若血紅素氧化成為高鐵血紅蛋白，顏色會呈棕色，無法輸送氧氣。硫血紅蛋白血癥是一種少見的情形，部份動脈血紅蛋白被氧化，呈現偏藍的暗紅色。
靠近皮膚的靜脈顏色會呈現藍色，原因可能是因為皮膚的光散射特性以及視覺皮層對影像的處理，而不是靜脈血液的顏色。
有鱗目的石龍子因為體內的代謝產物膽綠素，因此血液是綠色。

### 血藍蛋白
大部份軟體動物（包括头足纲及腹足綱），以及像鱟之類的節肢動物，血液是藍色的，其中含有含銅的血藍蛋白，濃度為每公升50克。在缺氧時血藍蛋白是無色的，在含氧時則為深藍色。軟體動物一般生活在寒冷且低氧的環境中，血藍蛋白呈灰白至淺黃色，當血藍蛋白接觸到空氣中的氧氣時會變成深藍色，這是因為血藍蛋白在空氣中被氧化的結果。血藍蛋白在細胞外液中輸送氧氣，和哺乳類紅血球中的血紅蛋白的原理不同

### 血绿蛋白
大部份環節動物門及一些海中的多毛纲利用血绿蛋白來輸送氧氣。血绿蛋白在稀溶液中呈綠色。

### 蚯蚓血紅蛋白
蚯蚓血紅蛋白是海中的星蟲動物門、鰓曳動物門及腕足動物門及蚯蚓血液中輸送氧氣的成份。當和氧氣結合時呈紫紅色至粉紅色。

### 血釩蛋白
像海鞘及尾索動物亞門的血液中含有一種稱為钒绑定蛋白的蛋白，是生物體內少數含有釩的蛋白質。這些生物體內的钒濃度比周圍的海水高二百倍。目前還不清楚血釩蛋白的作用，但是一般不認為其與氧氣輸送有關。

## 病症

### 一般醫學病況
- 血液容積病況
  - 傷口流血
  - 生物體脫水
- 血液循環病況
  - 動脈粥樣硬化
  - 血栓形成

### 血液學病況
- 貧血
  - 地中海貧血
  - 鐮刀型紅血球疾病
- 細胞增殖性疾病
  - 白血病
  - 骨髓增生異常綜合征
- 凝血障礙
  - 血友病
- 感染性疾病
  - 敗血症
- 其他
  - 紫质症
  - 正鐵血紅蛋白血症

### 一氧化碳中毒
除了氧氣外，其他物質也會和血紅蛋白結合，有時會造成身體不可逆的傷害。例如一氧化碳，若呼吸中吸入一氧化碳，進到血液中，一氧化碳會和血紅蛋白結合成為碳氧血红蛋白，可以運送氧氣的血紅蛋白減少，血液可以運送的氧氣量也會下降，這會不知不覺造成窒息，而在通風不良的密閉室內燃燒物體，也會產生一氧化碳。